# Jeongchon-myeon
Jeongchon-myeon (koreanska: 정촌면) är en socken i den södra delen av Sydkorea, 290 km söder om huvudstaden Seoul. Den ligger i kommunen Jinju i provinsen Södra Gyeongsang.